# Mississippi Queen
Mississippi Queen è un singolo del gruppo musicale statunitense Mountain, pubblicato nel febbraio 1970 come estratto dal primo album in studio Climbing!.

## Successo commerciale
Il brano ottenne successo in tutto il mondo e scalò le classifiche di diversi paesi.

## Cover
Vari artisti internazionali hanno realizzato numerose cover del brano tra cui gli W.A.S.P. che l'hanno inserito all'interno del loro secondo album The Last Command del 1985 durante la riedizione del 1998 che include le tracce bonus e Ozzy Osbourne nel 2005 che l'ha inserita all'interno del suo nono album Under Cover.

## Curiosità
Il brano è stato usato come colonna sonora in un episodio del cartone animato Regular Show.
Il brano è stato utilizzato nel film del 2005 Hazzard (film) di Jay Chandrasekhar